# Зазворкова, Стелла
Стелла Зазворкова (чеш. Stella Zázvorková; 14 апреля 1922, Прага - 18 мая 2005, Прага) — чешская актриса театра и кино.

## Биография
Стелла Зазворкова родилась 14 апреля 1922 в Праге. Играла в театре и снималась в кино. Была замужем за  известным чешским актёром Милошем Копецким.
Единственная дочь Зазворковой Яна скончалась в возрасте 15 лет.
Умерла 18 мая 2005 года в Праге.

## Избранная фильмография
- 1955 — Музыка с Марса / Hudba z Marsu (Чехословакия) — Шимачекова
- 1955 — Гора на ветру / Větrná hora (Чехословакия) — Квета Вейводова
- 1955 — Ангел в горах / Anděl na horách (Чехословакия) — Маницка Выглидкова
- 1955 — Образцовый кинематограф Ярослава Гашека / Vzorný kinematograf Haška Jaroslava (Чехословакия)
- 1956 — Бравый солдат Швейк / Dobrý voják Švejk (Чехословакия) — проститутка с бичом на столе
- 1957 — Отправление 13:30 / Florenc 13:30 — пассажирка Хоречи
- 1957 — Школа отцов / Škola otců (Чехословакия)
- 1958 — Позвоните моей жене / Co řekne žena? (Чехословакия / Польша) — женщина с арбузом
- 1958 — Звезда едет на юг / Hvězda jede na jih — Петьока
- 1959 — Потерянная фотография / Přátelé na moři (СССР / Чехословакия) — толстая туристка
- 1960 — Богатырь / Chlap jako hora (Чехословакия) — Марешова
- 1962 — Анечка идёт в школу / Anička jde do školy (Чехословакия) — продавщица
- 1963 — Вот придёт кот / Až přijde kocour (Чехословакия)
- 1964 — Лимонадный Джо / Limonádový Joe aneb Koňská opera (Чехословакия)
- 1965 — Тридцать один градус в тени / Ninety Degrees in the Shade (Великобритания)
- 1967 — Контракт с дьяволом / Zmluva s diablom (Чехословакия) — Павелкова
- 1967 — Хэппи-энд / Happy End — тёща
- 1968 — Очень грустная принцесса / Šíleně smutná princezna (Чехословакия)
- 1969 — Решительная барышня / Odvážná slečna (Чехословакия) — Кроупова
- 1969 — Жаворонки на нитке / Skřivánci na niti (Чехословакия)
- 1969 — Я убил Эйнштейна, господа / Zabil jsem Einsteina, pánové… (Чехословакия)
- 1970 — Четырех убийств достаточно, дорогой / Čtyři vraždy stačí, drahoušku! (Чехословакия)
- 1970 — Похождения красавца-драгуна / Partie krásného dragouna (Чехословакия) — Здыхынцова
- 1970 — Пан, вы вдова / Pane, vy jste vdova! (Чехословакия)
- 1971 — Девушка на метле / Dívka na koštěti (Чехословакия) — Вондрачкова
- 1971 — Соломенная шляпка / Slaměný klobouk (Чехословакия)
- 1971 — Женщины вне игры / Ženy v ofsajdu (Чехословакия)
- 1973 — Веселая экскурсия (Трое в пути) / Tři chlapi na cestách (Чехословакия)
- 1974 — Мы будем вместе, милый …? / Hodíme se k sobě, miláčku…? (Чехословакия)
- 1974 — Как утопить доктора Мрачека / Jak utopit Dr. Mráčka aneb Konec vodníků v Čechách (Чехословакия) — Мрачкова
- 1974 — Тридцать случаев майора Земана / 30 případů majora Zemana (Чехословакия)
- 1977 — Что если поесть шпината / Což takhle dát si špenát (Чехословакия)
- 1977 — Как разбудить принцессу (Спящая красавица) / Jak se budí princezny / Wie man Dornröschen wachküßt (Чехословакия / ГДР)
- 1977 — Как вырвать зуб у кита / Jak vytrhnout velrybě stoličku (Чехословакия)
- 1977 — Больница на окраине города / Nemocnice na kraji města (Чехословакия) — Ружена Добяшова, лоточница с Бор
- 1977 — Женщина за прилавком / Žena za pultem (Чехословакия)
- 1979-1981 — Арабелла / Arabela (Чехословакия) — Майерова
- 1980 — Мой конь вороной / Moje kone vrané (Чехословакия)
- 1985 — Беспокойства повара Сватоплука / Rozpaky kuchaře Svatopluka (Чехословакия)
- 1989 — Конец старых времён / Konec starých časů (Чехословакия)
- 1990-1993 — Арабелла возвращается / Arabela se vrací aneb Rumburak králem Říše pohádek (Чехия) — Майерова
- 1995 — Когда солнце выходит из строя / Když se slunci nedaří (Чехия)
- 1996 — Коля / Kolja (Чехия) — мать Франтишека
- 1996 — Волшебный кошелек / Das Zauberbuch / Kouzelný měšec (Германия / Чехия)
- 1997 — Жар-птица / Der Feuervogel / Vták Ohnivák (Германия, Чехия)
- 2000 — Букет / Kytice (Чехия)
- 2001 — Бабье лето / Babí léto (Словакия / Чехия) — Эмили Ханова
- 2001 — Мах, Шебестова и волшебный телефон / Mach, Šebestová a kouzelné sluchátko (Чехия) — бабушка Рэхацкова
- 2005 — Роман про любовь / Román pro ženy (Чехия) — бабушка

## Награды
- Медаль «За заслуги» 2 степени (2002).